# Municipio de Catazajá
El municipio de Catazajá es un municipio mexicano que se ubica al norte del estado de Chiapas, su cabecera es la localidad de Catazajá. El municipio está ubicado en la llanura costera del Golfo, siendo terreno uniformemente plano.

## Toponimia
El nombre Catazajá proviene del idioma maya y se interpreta como «Valle cubierto de agua».

## Demografía
De acuerdo a los resultados del Censo de Población y Vivienda de 2020 realizado por el Instituto Nacional de Estadística y Geografía, la población total del municipio es de 17 619 habitantes, lo que representa un crecimiento promedio de 0.28% anual en el período 2010-2020 sobre la base de los 17 140 habitantes registrados en el censo anterior. Al año 2020 la densidad del municipio era de 27,98 hab/km².
| Gráfica de evolución demográfica de Municipio de Catazajá entre 2000 y 2020 |
|                                                                             |
| Fuente: Instituto Nacional de Estadística Geografía e Informática           |

El 49.6% de los habitantes eran hombres y el 50.4% eran mujeres. El 87.1% de los habitantes mayores de 15 años (11 359 personas) estaba alfabetizado. La población indígena sumaba 797 personas.
En el año 2010 estaba clasificado como un municipio de grado medio de vulnerabilidad social, con el 20.24% de su población en estado de pobreza extrema. Según los datos obtenidos en el censo de 2020, la situación de pobreza extrema afectaba al 19.7% de la población (4343 personas).

### Localidades
En el censo de 2020 el municipio de Catazajá contaba con 184 localidades.
| Código INEGI      | Localidad         | Población (2020) |
| ----------------- | ----------------- | ---------------- |
| 070160001         | Catazajá          | 3 344            |
| 070160019         | Punta Arena       | 1 305            |
| 070160015         | Loma Bonita       | 1 039            |
| Otras localidades | Otras localidades | 11 931           |
| Total municipal   | Total municipal   | 17 619           |

## Geografía

### Ubicación, superficie y límites

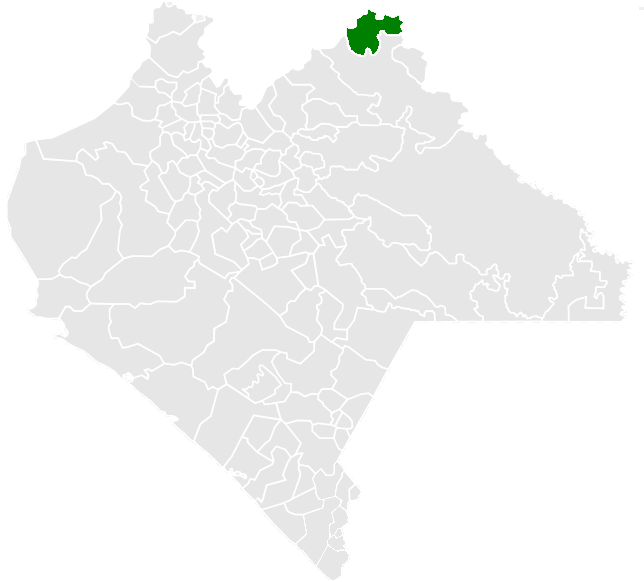
Municipio de Catazajá - Chiapas

El municipio tiene una extensión de algo más de 629 km², en torno a las coordenadas 17°44′N 92°01′O / 17.733, -92.017.
Limita desde suroeste a sureste con el municipio de Palenque; al oeste con el municipio de Macuspana, al norte con el municipio de Jonuta y al este con el municipio de Emiliano Zapata, estos tres últimos en el estado de Tabasco.

### Orografía
La mayor parte del territorio superficie plana con algunas ondonadas.

### Hidrografía
Cuenta con vastos acuíferos. Los recursos hidrológicos con que cuenta el municipio lo conforman básicamente, los ríos: Usumacinta, Tres Ríos, San Antonio y Chico; existen además varios arroyos de caudal permanente como: El Cárdenas, Cacahuasté, Ciego, Zapote, Jaboncillo, cuenta con varias lagunas como la Catazajá, Jabalí, Chachalacas, Pedernal, Agua Fría, San Juanito y La Herradura.

### Clima
Cálido húmedo con abundantes lluvias en verano, la cabecera municipal tiene una temperatura media anual de 36.4 °C y una precipitación pluvial de 2322 milímetros anuales.

### Flora y fauna
La vegetación original es de selva mediana perennifolia , en donde existe una gran variedad de especies de las que destacan las siguientes: amate, caoba, ceiba y hule entre otras. 
La fauna está integrada por una gran variedad de especies entre las que se destacan boa, coral, iguana de ribera, tortuga plana, cocodrilo, zopilote, armadillo y jabalí, entre otras.

### Recursos naturales
El municipio abarca parte del Área de Protección de Flora y Fauna Lagunas de Catazajá.

### Geomorfología
El municipio está constituido geológicamente por terrenos cuaternarios y terciario mioceno, los suelos predominantes son acrisol y regosol, el uso es principalmente pecuario con selva correspondiendo la mayor parte a propiedad privada.

## Gastronomía
Los platillos típicos del municipio es el pescado de agua dulce, como el robalo y mojarras, así como carne de res y quesos.

### Centros turísticos
El principal atractivo turístico es la laguna de Catazajá, hábitat de una gran variedad de especies acuáticas entre las que se destacan los manatíes, nutrias, robalos, carpas, guabinas, langostinos, tortugas y una especie llamada pejelagarto. En los alrededores pueden verse gran cantidad de iguanas.

## Salud y educación
En 2010 el municipio tenía un total de 4 unidades de atención de la salud, con 15 personas como personal médico. Existían 38 escuelas de nivel preescolar, 41 primarias, 11 secundarias, 5 bachilleratos y 3 escuelas de formación para el trabajo.

## Actividades económicas
Las principales actividades económicas del municipio son el comercio minorista, la prestación de servicios de alojamiento temporal y preparación de alimentos y bebidas, y en menor medida la prestación de servicios generales no gubernamentales.